# Buta-1,3-diène
Le buta-1,3-diène est un hydrocarbure de formule C4H6 gazeux incolore et inflammable. 

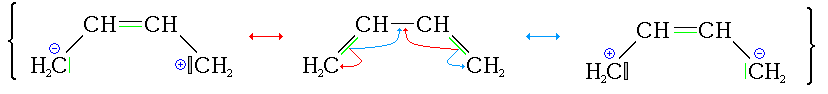
Formules mésomères du buta-1,3-diène.

C'est l'isomère le plus courant du butadiène, raison pour laquelle il est souvent simplement appelé butadiène. C'est un important réactif utilisé dans la synthèse de nombreux polymères.
C'est le diène conjugué le plus simple. Il se liquéfie par refroidissement jusqu'à −4,4 °C ou par compression à 2,8 atm à 25 °C. 

Il est soluble dans les solvants organiques apolaires tels le chloroforme et le benzène.
Les réactions d'addition et de cyclisation sont les plus importantes.

## Utilisations
Il est principalement utilisé dans la fabrication de caoutchouc synthétique, de vernis, du nylon et des peintures au latex. 

En raison de sa grande réactivité, le butadiène est utilisé en synthèse, en particulier dans les réactions de polymérisation. Un grand nombre de pneus de voiture sont fabriqués avec du caoutchouc Buna-S, copolymère du butadiène et du styrène (SBR).
Le butadiène est le principal réactif pour la synthèse du chloroprène par chloration suivie d'un isomérisation et d'une déshydrochlorination. Ce diène est également utilisé pour produire l'adiponitrile et l'hexaméthylènediamine par réaction avec l'acide cyanhydrique. Plusieurs procédés utilisent le butadiène pour produire le butan-1,4-diol. Le butadiène est un excellent réactif pour la réaction de Diels-Alder et permet la synthèse du 4-vinylcyclohexène (réactif pour la production du styrène), du 1,5-cyclooctadiène et 1,5,9-cyclodécatriène.

## Production et synthèse
Il n'existe pas à l'état naturel car sa réactivité est trop grande, mais est présent lors du craquage des hydrocarbures (5 % de butadiène est produit dans le craquage des essences légères). Il est ensuite séparé du mélange par distillation dans les fractions C4. 

L'obtention du butadiène pur n'est pas possible par simple distillation de cette fraction, car le butane et le butadiène forment un azéotrope. Une séparation par extraction liquide-liquide ou par distillation extractive est nécessaire.
Le butadiène commercial est également synthétisé par déshydrogénation du butane, ou de mélanges de butène et de butane. 

La voie de synthèse la plus connue est le procédé de Houdry Catadiène en une étape. À partir de n-butane ou de mélanges de n-butènes, une déshydrogénation catalysée par un mélange d'alumine et d'oxyde de chrome permet d'obtenir un flux de produits contenant 15-18 % de butadiène à une température de 600-700 °C et une pression de 10–70 kPa. Ce procédé a un rendement de 50 %. 
La déshydrogénation n'est toutefois pas la voie de synthèse la plus utilisée et sert principalement quand la différence de prix entre les réactifs et le butadiène est élevée.
À l'origine, le diène était produit à partir de l'acétylène. Deux procédés ont utilisé ce réactif, notamment le procédé Reppe encore utilisé de nos jours pour produire le tétrahydrofurane et le butan-1,4-diol.
Le butadiène peut également être synthétisé à partir de l'éthanol en utilisant un catalyseur d'alumine et d'oxyde de magnésium ou d'oxyde de silicium.
Un nouveau procédé permet de produire du butadiène à partir de biomasse (plutôt que de ressources fossiles telles que pétrole ou gaz naturel).
Le butadiène renouvelable est produit via trois étapes : des sucres extraits de la biomasse servent à produire du furfural ; lequel est traité pour fabriquer un composé cyclique, le tétrahydrofurane (THF) ; puis via un procédé catalysé à haut rendement (plus de 95 %) ce THF est transformé en butadiène directement utilisable par l'industrie du caoutchouc et du plastique.